# 约瑟夫·吉耶莫
约瑟夫·吉耶莫（法語：Joseph Guillemot，1899年10月1日—1975年3月9日），法国男子田径运动员，主攻长跑。他曾代表法国参加1920年夏季奥林匹克运动会田径比赛，获得一枚金牌和一枚银牌。